# Kultura książki

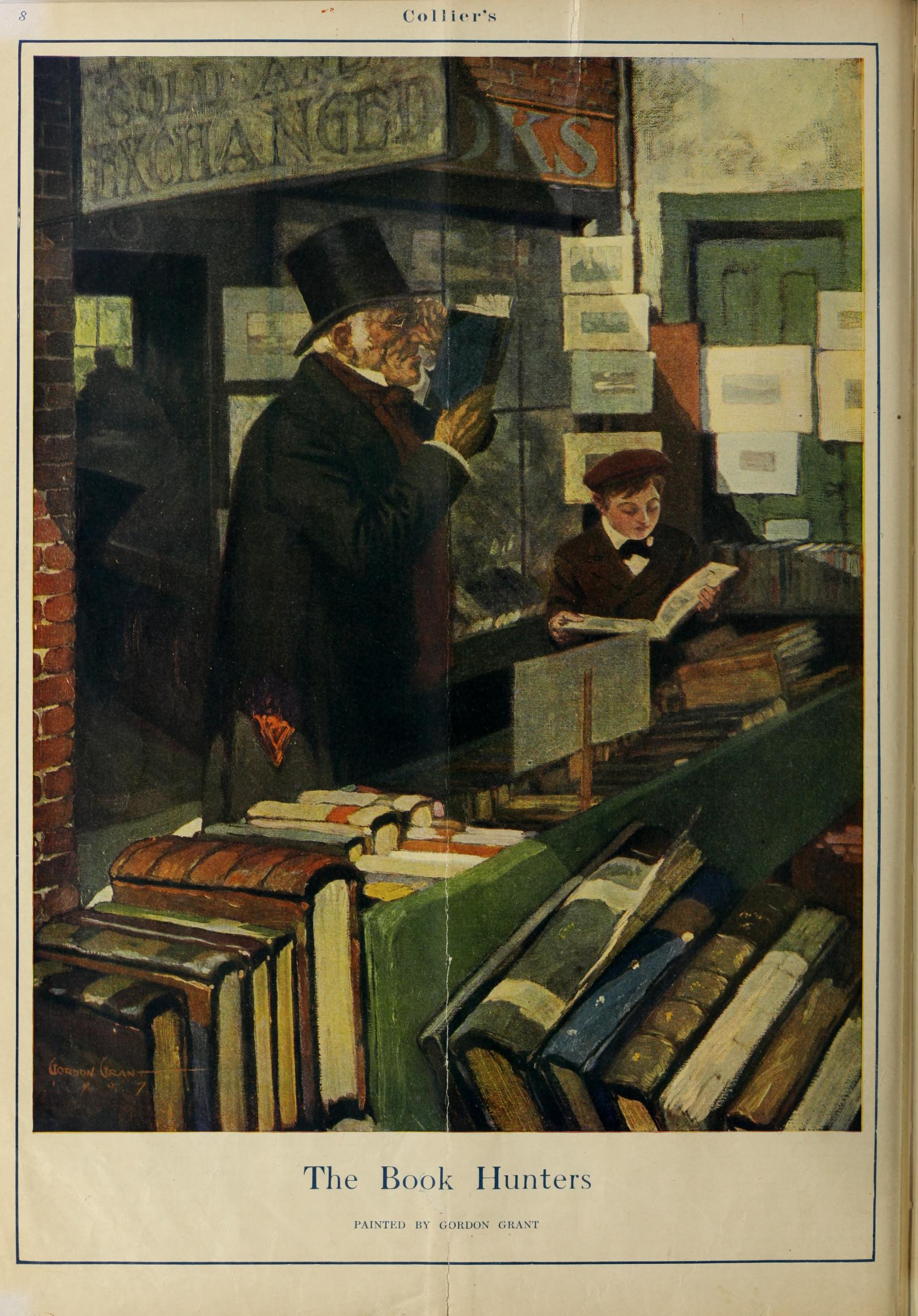
Ilustracja „The Book Hunters” wykonana przez Gordona Granta.

Kultura książki - dziedzina kultury, której centrum stanowi książka, będąca jej materialnym artefaktem, postrzegana jako narzędzie i nośnik przedstawiający w rozmaity sposób utrwaloną sztukę, informację i wiedzę. Badacze definiują kulturę książki jako zespół zamiłowań, zainteresowań, nawyków, wiadomości oraz umiejętności w kontekście kontaktu jednostki z zapisanym słowem i obrazem dystrybutowanym przy pomocy książki. Obejmuje ona m.in. takie obszary, jak pełny proces produkcji książki, jej rolę w kulturze i społeczeństwie, sposoby odbioru (czytelnictwo).
„Termin kultura książki zaczerpnięty został z arsenału pojęć bibliologii - nauki o książce; rozumiany jest podobnie, jak określenia dotyczące innych zjawisk kultury, np. kultura literacka, teatralna, muzyczna. Oznacza ogół zjawisk i procesów, zasobów materialnych i duchowych związanych z książką. Książki w ruchu, w działaniu, pisane i czytane, sprzedawane i kupowane, gromadzone i niszczone, kochane i prześladowane, a także ich twórcy, właściciele i czytelnicy, tworzą specyficzną kulturę książki”.
"Kultura książki" jest także kategorią badawczą. Znajduje się w obszarze zainteresowań zarówno nauk humanistycznych (np. nauki o sztuce, nauki o kulturze i religii, historia, archeologia), jak i społecznych (np. nauki o komunikacji społecznej i mediach, ekonomia, socjologia, pedagogika). Na przykład w Polsce od 2023 roku Katedra Informatologii i Bibliologii Uniwersytetu Łódzkiego, z partnerami takimi, jak Polskie Towarzystwo Komunikacji Społecznej, organizuje rokrocznie interdyscyplinarną konferencję naukową o zasięgu krajowym pod tytułem „Kultura Książki i Informacji”, na których prezentowanych są dziesiątki naukowych wystąpień z obszaru kultury książki i kultury informacji. Wśród polskich badaczy w kontekście naukowym pojęcia "kultura książki" używa też np. Stanisława Kurek-Kokocińska, umieszczając je chociażby w tytule monografii Przestrzenie kultury książki w publikacjach z zakresu savoir-vivre'u: od PRL do Facebooka, czy Krzysztof Migoń, badający pochodzenie i znaczenie tego terminu w publikacji pod tytułem "Kultura książki"- wyrażenie potoczne, kategoria badawcza, czy specjalność naukowa?
Książka jest jednym z najstarszych mediów dokumentując historię ludzkości i historię myśli ludzkiej. Zawsze była ściśle powiązana z kulturą, uchodząc za jedno z jej osiągnięć. Książki powstają w zgodzie z określoną kulturą, egzystują w społecznym i politycznym kontekście, co ma wpływ na ich funkcję i strukturę. "Kultura książki" nie dotyczy tylko samego obiektu, jakim jest książka, ale przejawia się już na etapie jej powstawania. Dotyczy interakcji z książką, takich jak pisanie, wytwarzanie, publikowanie, a także konsumowanie jej treści. 

## Korzenie kultury książki
Pojęcie "kultura książki" swoje początki ma na Słowacji (słow. knižná kultúra) i Węgrzech (węg. könyvkultúra). Krzysztof Migoń zaznaczył, że „na poziomie teoretycznym najpełniejszą w piśmiennictwie słowackim wypowiedź o kulturze książki znajdujemy u Gabrieli Žibiritovej”. Opisy pojęcia znajdują się w pracach: Metodologické problémy výskumu dejín knižnej kultúry oraz Systém dejín knižnej kultúry. Autorka przy badaniu zagadnienia koncentrowała uwagę głównie na relacji pomiędzy książką, a jej odbiorcą. Natomiast Jozef Kuzmík w pracy pod tytułem Knižná kultúra na Slovensku v stredoveku a renesancii obrał zgoła inne podejście, podkreślając znaczenie zarówno księgoznawstwa, jak i badań historycznych, z których niezmiennie czerpie "kultura książki". Koncepcja ta miała za zadanie ukazać kluczowe znaczenie terminu "kultury książki" w aspekcie rozumienia dziejów oraz rozwoju kultury narodowej.
W literaturze węgierskiej termin "kultura książki" pojawia się najczęściej w towarzystwie pojęcia "kultura biblioteczna", tworząc wyrażenie könyv- és könyvtárkultúra (pl. kultura książki i biblioteki), koncentrujące się na przekazie pisemnym i drukowanym. Główny wpływ na rozpowszechnienie określenia, jak i na wykształcenie silnie zarysowanej kategorii badawczej, miał na Węgrzech Máté Kovács.

## Książka w kulturze osobistej
Książka pełni ważną rolę w kulturze osobistej każdego człowieka. Już samo pojęcie "kultura osobista" obejmuje w swoim zakresie znajomość literatury czy historii. Dotyczy również uczestnictwa w kulturze, oglądania sztuk i przedstawień, zwiedzania wystaw, studiowania wartościowych książek czy słuchania muzyki. Objawia się także jako własna twórczość, która polega na tworzeniu muzyki, malarstwa, rzeźb, literatury, książek, fotografii.
Książki w kulturze osobistej są w stanie zaspokoić głód wiedzy, dać zasób wiadomości, rozszerzać myśli lub zapewniać potwierdzenie dla własnych przemyśleń czytelnika. Książka w kulturze osobistej pełni istotną rolę, jak podkreśla Irena Gumowska: „prymitywny człowiek posługuje się w mowie około 500 słowami. Człowiek inteligentny potrzebuje już około 3 000 słów, by wyrazić swoje myśli w mowie, zaś Żeromski w swoich książkach użył około 30 000 słów”.